# 체비에
체비에(프랑스어: Tsévié)는 토고 마리팀주의 도시로 인구는 55,775명(2010년 기준)이다. 무역과 팜유 산업의 중심지이며 토고의 수도인 로메에서 북쪽으로 32km 정도 떨어진 곳에 위치한다. 북쪽에 위치한 아타크파메, 남쪽에 위치한 로메를 연결하는 도로, 철도가 지나간다.